# Identity (album)
Identity – pierwszy i jedyny album zespołu Zee złożonego z klawiszowca Pink Floyd – Richarda Wrighta oraz [Dave’a Harrisa – członka zespołu Fashion. Album został wydany 9 kwietnia 1984 roku nakładem wytwórni Harvest i EMI w Wielkiej Brytanii.

## Lista utworów
1. "Cönfüsiön" (Wright, Dave Harris) – 4:17
2. "Vöices" (Wright/Harris) – 6:21
3. "Priväte Persön" (Wright/Harris) – 3:36
4. "Stränge Rhythm" (Wright/Harris) – 6:36
5. "Cüts Like Ä Diämönd" (Wright/Harris) – 5:36
6. "By Töüching" (Wright/Harris) – 5:39
7. "Höw Dö Yöü Dö It" (Wright/Harris) – 4:45
8. "Seems We Were Dreäming" (Wright/Harris) – 4:57
9. "Eyës Of A Gÿpsy" (Wright/Harris) – 4:13

## Skład
- Richard Wright – wokal, instrumenty klawiszowe, perkusja, syntezatory
- Dave Harris – wokal, gitary, instrumenty klawiszowe, syntezatory